# Mimośród (technika)

Animacja przedstawiająca działanie mimośrodu

Mimośród – w inżynierii mechanicznej okrągła tarcza zamocowana na obracającym się wale, którego środek jest przesunięty względem środka wału (stąd nazwa „mimośród”). Służy do przekształcania ruchu obrotowego w ruch posuwisto-zwrotny.